# Louise Chardon
Pour les articles homonymes, voir Chardon (homonymie).
Louise Chardon, née le 6 août 1875 à Saint-Étienne et morte à une date inconnue après 1901, est une prostituée et écrivaine française, condamnée le 8 septembre 1901 par la cour d'assises de la Loire à la peine capitale, pour complicité dans l’assassinat de son oncle incestueux Jean Joly.
Sa peine est commuée en travaux forcés à perpétuité sur grâce du président de la République, Émile Loubet.
C'est depuis la prison de Saint-Joseph à Lyon qu'elle écrit son autobiographie, Vie d'une femme galante. Elle a 25 ans et revient sur les événements qui l'ont conduite à participer à l'assassinat de son oncle.

## Biographie

### Jeunesse
Louise Jeanne Chardon naît en 1875 à Saint-Étienne, fille d'Antoine Chardon, cordonnier, et de Louise Octavie Dumartheray, piqueuse de bottines, son épouse. Jean Joly, un de ses oncles paternels, époux de sa tante Benoîte Chardon, signe son acte de naissance.
Louise Chardon a 11 ans quand elle quitte l'école pour devenir apprentie chez une échantillonneuse. Après qu'elle a été abusée sexuellement par un parent de sa patronne, sa vie devient chaotique : elle est arrêtée plusieurs fois pour vagabondage et est placée dans différentes maisons de refuge. Finalement, elle est recueillie par son oncle et sa tante, les Joly, qui vivent à Saint-Étienne. Louise Chardon, contrainte à l'inceste par son oncle, préfère s’enfuir de la maison. Elle se prostitue pour vivre.
En mars 1898, établie avec sa mère à Saint-Étienne, elle rencontre un employé de chemin de fer, Jean Baptiste Uzèbe Huchon, qu’elle épouse mais qu’elle quitte très vite pour partir vivre à Paris. Elle prend le nom de Louise de Marsay et continue de se prostituer.

### L'assassinat
Le 9 juillet 1901, à court d'argent, Louise Chardon revient à Saint-Étienne accompagnée de son amant Jean Lejour. Elle retourne chez son oncle, désormais âgé de 79 ans. La rencontre se passe mal et Jean Lejour poignarde à 27 reprises Jean Joly. La police, alertée par les voisins qui ont entendu des cris, arrive au domicile de l’oncle et le découvre mort. Louise Chardon et Jean Lejour, paniqués, n’ont pas le temps de s’enfuir. Ils sont arrêtés sur-le-champ et incarcérés respectivement dans les prisons Saint-Joseph et Saint-Paul de Lyon. À l'issue de leur procès, ils sont tous deux condamnés à mort par la cour d'assises.
Le 11 novembre 1901, Louise Chardon apprend qu'elle est graciée par le président Loubet, tandis que Jean Lejour est exécuté, place Saint-Jean à Montbrison. Quelques jours plus tard, la cour d'appel de Lyon entérine la grâce de Louise Chardon, ainsi que celle des deux codétenus de Lejour, Louis Teissier et Pierre Tavernier, condamnés à mort en septembre pour l'assassinat d'une femme,.

### Récit autobiographique
Dans sa cellule, Pierre Tavernier a beaucoup entendu parler de Louise Chardon par Jean Lejour. Passionné par la jeune femme qu’il a croisée une fois à l’occasion d’une visite au palais de justice, il lui consacre ses pensées, s’imagine même l’épouser un jour et lui écrit régulièrement. Il rencontre un célèbre criminologue, Alexandre Lacassagne. Professeur de médecine légale à Lyon, ce dernier collecte les récits des détenus pour valider ces thèses criminologiques. Il demande à Pierre Tavernier de consigner par écrit ses impressions. Le détenu écrit sur le crime de Louise Chardon, sa vie en prison et sur son amour pour la jeune femme. C’est sûrement ce qui motive Alexandre Lacassagne à rendre visite à Louise Chardon et à lui proposer d’écrire. Sur une quarantaine de pages de petits cahiers d'écolier, elle fait le récit de sa vie, des abus et de l'emprise dont elle a été victime de la part des hommes.
Son manuscrit, Vie d’une femme galante, n’a jamais été édité. Il est conservé à la bibliothèque municipale de Lyon, où il a été déposé en 1922.

## Archives
- Affaire Tavernier-Teyssier, autobiographie d’une femme galante, cote MS 5368, bibliothèque municipale de Lyon

## Sources
- Philippe Artières, « Crimes écrits. La collection d'autobiographies de criminels du professeur A. Lacassagne », Genèses. Sciences sociales et histoire , volume 19, 1995, pp. 48-67
- Philippe Artières, « L’impossible Demoiselle », Clio, numéro 11/2000, « Parler, chanter, lire, écrire », 24 mai 2006.